# Gerichtsbezirk Oberradkersburg
Der Gerichtsbezirk Oberradkersburg (slowenisch: sodni okraj Gornja Radgona) war ein dem Bezirksgericht Oberradkersburg unterstehender Gerichtsbezirk im damaligen Herzogtum Steiermark. Er umfasste Teile des politischen Bezirks Luttenberg (Okraj Ljutomer) und wurde 1919 dem Staat Jugoslawien zugeschlagen.

## Geschichte
Der Gerichtsbezirk Oberradkersburg wurde durch eine 1849 beschlossene Kundmachung der Landes-Gerichts-Einführungs-Kommission geschaffen und umfasste ursprünglich die 24 Gemeinden Eibersdorf, Eich und Mauthdorf, Galluschag, Grabanoschen, Kapellenberg, Kerschbach, Koslafzen, Kralofzen, Murberg-Neusatz, Nußdorf, Oberradkersburg, Pöllitschbaerg, Radein, Regau, Richterofzen, Schrottendorf, St. Georgen, Stainzthal, Stanetinzen, Sulzdorf, Terwegofzen, Unteriswanzen, Weigelsberg und Woritschan.
Der Gerichtsbezirk Oberradkersburg bildete im Zuge der Trennung der politischen von der judikativen Verwaltung
ab 1868 gemeinsam mit dem Gerichtsbezirk Luttenberg (Ljutomer) den Bezirk Oberradkersburg.

## Bevölkerung
Der Gerichtsbezirk Oberradkersburg wies 1890 eine anwesende Bevölkerung von 12.863 Personen auf, wobei 12.204 Menschen Slowenisch und 410 Menschen Deutsch als Umgangssprache angaben.
1910 wurden für den Gerichtsbezirk 12.840 Personen ausgewiesen, von denen 11.629 Slowenisch (90,6 %) und 827 Deutsch (6,4 %) sprachen.
Fast zwei Drittel der deutschsprachigen Einwohner lebten dabei in Oberradkersburg, wo sie mit 60 % Anteil an der Bevölkerung auch die Mehrheit stellten, eine größere Zahl Deutschsprachiger lebte hingegen nur noch in Kerschbach (Črešnjovci) und Nußdorf (Orehovci), wo die Deutschsprachigen 29 % bzw. 14 % der Bevölkerung stellten.

## Gerichtssprengel
Der Gerichtssprengel Oberradkersburg umfasste im Jahr 1910 kurz vor seiner Auflösung die 24 Gemeinden Boračova (Woritschau), Črešnjovci (Kerschbach), Galušak (Galluschak), Gornja Radgona (Oberradkersburg), Grabonoš (Grabonoschen), Hrastje-Mota (Eichmauthdorf), Ivanjci (Iswanzen), Ivanjšovci (Eibersdorf), Kapela (Kapellen), Kralovci (Kralofzen), Murski Vrh-Zasad (Murberg-Neusatz), Negova (Negau), Očeslavci (Sulzdorf), Okoslavci (Koslafzen), Orehovci (Nußdorf), Polica (Pöllitschberg), Radinci (Radein), Rihtarovci (Richterofzen), Ščavnici (Stainzthal), Šratovci (Schrottendorf), Stanetinci (Stanetinzen), Sveti Jurij na Ščavnici (Sankt Georgen an der Stainz), Terbegovci (Terbegofzen) und Zbigovci (Weigelsberg).
Heute verteilt sich das ehemalige Gebiet des Gerichtsbezirkes vor allem auf die Großgemeinden Gornja Radgona, Radenci und Sveti Jurij ob Ščavnici.